# 上海女子图鉴
上海女子图鉴，2018年优酷自制網路劇。翻拍自原作東京日曆小说《东京女子图鉴》，由網路劇《将军在上》班底操刀，金屹菲制片，王真儿、李程彬、袁文康主演，盛一伦、李现特別出演，盛一倫友情出演。于2017年10月开机，同年12月23日杀青。2018年5月16日在优酷视频首播，5月8日优酷会员抢先看第一集。

## 播出时间
| 频道        | 所在地   | 播映日期     | 播出时间                 | 备注 |
| ----------- | -------- | ------------ | ------------------------ | ---- |
| 优酷视频    | 中国大陆 | 2018年5月8日 |                          |      |
| Astro全佳HD | 马来西亚 | 2018年6月6日 | 星期一至五 20:00 - 20:45 |      |

## 演员表
| 演员   | 角色          | 简介                                       |
| 王真儿 | 罗海燕        | 小鎮姑娘                                   |
| 李程彬 | 张天皓        | 羅海燕的鄰居                               |
| 袁文康 | 杨呈远        | 羅海燕英文補習班導師                       |
| 馬德鐘 | 蔡鐘閒(閒哥)  | 香港商人                                   |
| 盛一伦 | 严冰          |                                            |
| 李现   | 陈晓伟        | 羅海燕的大學同學、男友                     |
| 刘孜   | 趙嘉(Scarlet) | 4A公司高管，羅海燕視她為恩師               |
| 姚櫓   | 林立          |                                            |
| 金莎   | 徐笑(Kate)    | 上海美女                                   |
| 馬心怡 | 陸曼妮        | 羅海燕初入社會後的室友，房仲，後來成為閨蜜 |
| 官鑫   | 牛大盟(Demon) |                                            |
| 鐵偉光 | 白強          |                                            |

## 製作團隊
- 監製：馬筱楠
- 製片人：金屹菲
- 聯合製片人：方思
- 執行製片人：孫海敏、張龍麒
- 編劇：王丹卿、張峽、高文咪、薛莉莎、蘇明
- 總策劃：黎直前，戴瑋，楊振，莊卓然，張麗娜，王力為
- 劇本策劃：馬曉楠
- 宣傳統籌：高珊，王藝凝，王菲，高佳琪，楊月，孔令，楊慧，郭璇，蔣淑鈺，鄭瑤瑤，郭君
- 攝影指導：金晨煜

## 网络剧原声带
| 曲序 | 曲目             | 作曲 | 演唱 |
| ---- | ---------------- | ---- | ---- |
| 1.   | 起床歌（片尾曲） | 阿肆 | 阿肆 |